# ФК Асколи
Асколи (итал. Ascoli Calcio 1898) је фудбалски клуб из Асколи Пикене, Италија. Клуб је основан 1898. године и тренутно се такмичи у Серији А. Асколи своје мечеве одиграва на стадиону Stadio Cino e Lillo Del Duca који има капацитет од 28,430 места.

## Успеси

### Национални
- Серија Б :
  - Првак (2) : 1977/78, 1985/86.

### Међународни
- Митропа куп :
  - Освајач (1) : 1987.